# Amcotts
Amcotts är en ort och civil parish i Storbritannien.   Den ligger i kommunen North Lincolnshire och riksdelen England, i den sydöstra delen av landet, 240 km norr om huvudstaden London. Amcotts ligger 8 meter över havet och antalet invånare är 219.
Terrängen runt Amcotts är platt, och sluttar västerut. Runt Amcotts är det ganska tätbefolkat, med 139 invånare per kvadratkilometer. Närmaste större samhälle är Scunthorpe, 5,6 km sydost om Amcotts. Runt Amcotts är det i huvudsak tätbebyggt.